# إيليشيفع كوهين
إليشيفع كوهين (بالعبرية: אלישבע כהן‏) (9 يناير 1911 - 20 ديسمبر 1989) مصممة فنية وأمينة متحف إسرائيلية. 
في عام 1977، حصلت على جائزة إسرائيل لمساهمتها في التصميم الإسرائيلي.   حصلت على جائزة ياكير أورشليم عام 1989. 

## حياتها
ولدت في في فرانكفورت على الماين. كان والدها تاجر أحجار كريمة. التحقت بمدرسة للفتيات اليهوديات الأرثوذكس ولاحقًا في مدرسة ثانوية عامة غير يهودية. درست تاريخ الفن في جامعة ميونيخ وكذلك في جامعات فرانكفورت وزيورخ وهايدلبرغ وماربورغ.
مع صعود النازية، أجبرت على ترك المدرسة. غادرت ألمانيا عام 1933. وتزوجت من حاييم هيرمان كوهن في ستراسبورغ في 15 أغسطس 1933 وهاجروا معًا إلى فلسطين. استقر الزوجان في القدس حيث افتتح حاييم مكتب محاماة 
في عام 1956، بعد طلاقها من زوجها، التقت كوهين بمردخاي نركيس، مدير متحف بتسلئيل الوطني، الذي طلب منها تنظيم مجموعة الرسومات في المتحف. قدمت نظام الفهرسة الذي لا يزال قيد الاستخدام حتى اليوم. كان المعرض الأول الذي نظّمته هو رسومات رامبرانت لموضوعات توراتية. 
في عام 1960، أمضت ثلاثة أشهر في إنجلترا وتسعة في الولايات المتحدة بمنحة من المجلس البريطاني ومؤسسة فولبرايت. شاركت في التخطيط لمتحف إسرائيل الجديد، حيث أصبح متحف بتسلئيل الوطني، الجناح الفني الخاص به. في عام 1968، أصبح كوهين أمينًا رئيسيًا للفنون بالإضافة إلى أمين المطبوعات والرسومات. 
بعد تقاعدها، أصبحت مستشارة فنية للمتحف، وهو المنصب الذي شغلته لمدة خمس سنوات.
في عام 1977، حصلت على جائزة إسرائيل، وفي عام 1988 أصبحت مواطنة فخرية في القدس (ياكير يروشالاييم). شاركت في تحويل منزل أنا تيخو إلى فرع لمتحف إسرائيل. كانت عضوًا في مجلس إدارة متحف إسرائيل ورئيسة مجلس المتاحف الإسرائيلي. 
توفيت في 20 ديسمبر 1989.